# Yahya al-Shehri
Yahya Sulaiman Ali Al-Shehri (arabisch يحيى سليمان علي الشهري Yahyā Sulaimān ʿAlī asch-Schahrī; * 26. Juni 1990 in Dammam) ist ein saudi-arabischer Fußballspieler. Er steht beim al-Nasr FC in der Saudi Professional League unter Vertrag.

## Karriere

### Verein
Im Alter von 16 Jahren wurde Al-Shehri von Al-Ettifaq befördert. Im Jahr 2010 stieg er in die Profimannschaft von Al-Ettifaq auf.
Im Jahr 2013 wechselte Al-Shehri von Al-Ettifaq zum al-Nasr FC. Er wurde zweimal saudischer Meister und holte den saudi-arabischen Pokal. Im Jahr 2018 wechselte er auf Leihbasis zum spanischen Erstligisten CD Leganés, bestritt dort jedoch kein Spiel.

### Nationalmannschaft
Am 14. Oktober 2009 gab er sein Debüt bei der saudi-arabischen Nationalmannschaft gegen Tunesien. Im Mai 2018 wurde er in den saudi-arabischen Kader für die Weltmeisterschaft im Sommer 2018 berufen. Seit dem 10. Oktober 2019 ist er Kapitän der Nationalmannschaft.

## Erfolge
- Saudischer Meister: 2013, 2014
- Gewinner des Saudi Crown Prince Cup: 2013